# Международная студенческая неделя в Ильменау

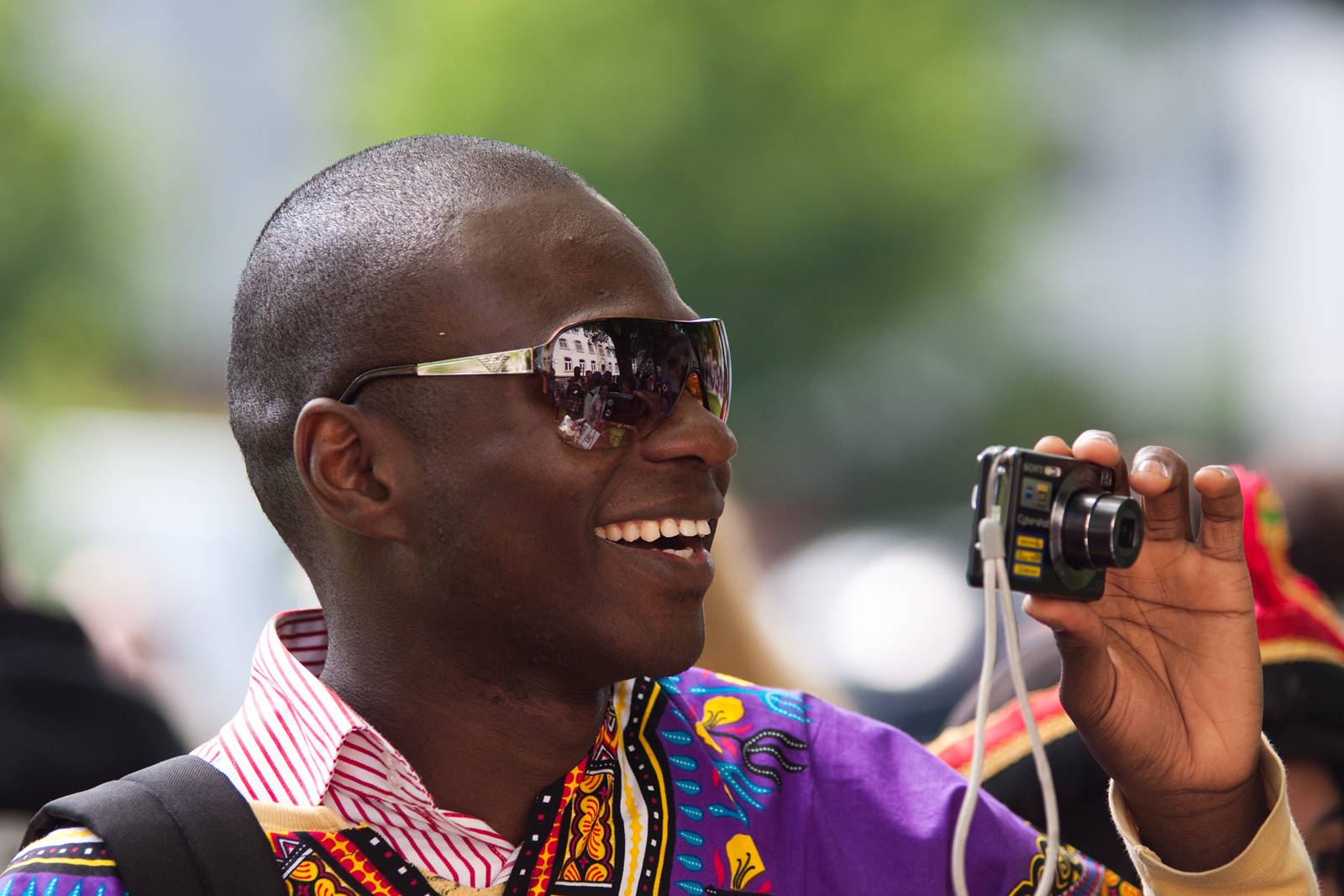

Каждые два года в небольшом городке Ильменау (Германия, федеральная земля Тюрингия) проводится международная студенческая неделя в Ильменау — International Student Week in Ilmenau (ISWI), по своему формату являющейся студенческим фестивалем, самым крупным в Германии.
В течение всей недели студенты со многих стран мира обсуждают в различных группах темы, связанные с девизом фестиваля. Параллельно проходят лекции. Организаторы пытаются пригласить в качестве лекторов известных деятелей политики или культуры (Конрад Цузе, Гельмут Шмидт, Маттиас Платцек).
Вся неделя помимо дискуссий и лекций сопровождается всевозможными культурными мероприятиями. В первое воскресенье проводится так называемый International Brunch, где участникам предоставляется возможность представить свою страну экзотическими лакомствами, сувенирами, танцами. Open-Air-концерт и ISWI-кино являются неотъемлемыми элементами ISWI. Кроме того, на протяжении всего времени открыты все студенческие клубы.

## Список прошедших ISWI
| Год  | Девиз                                             |
| ---- | ------------------------------------------------- |
| 1993 | «Become friends - unite the world»                |
| 1995 | «Get up and live - now»                           |
| 1997 | «Let’s build our future»                          |
| 1999 | «Celebrating Diversity»                           |
| 2001 | «Just Future»                                     |
| 2003 | «Because the people matter»                       |
| 2005 | «one world - one vision»                          |
| 2007 | «time to think»                                   |
| 2009 | «Right now!»                                      |
| 2011 | «crossing borders»                                |
| 2013 | «Moving YOUth»                                    |
| 2015 | «dare to care»                                    |
| 2017 | «Global Justice - A Fair(y) Tale?»                |
| 2019 | «Changes and Choices - Good by(e) Tradition?»     |
| 2021 | «There is no plan(et) B!»                         |
| 2023 | "With Great Knowledge Comes Great Responsibility" |